# 横堀町 (名古屋市)
横堀町（よこぼりちょう）は、愛知県名古屋市中川区にある町名。現行行政地名は横堀町1丁目から横堀町3丁目。住居表示未実施。

## 地理
名古屋市中川区の北東部に位置し、東に露橋、西に広川町、南に露橋町、中川運河を挟んで北に広住町に接する。

## 歴史

### 沿革
- 1930年（昭和5年）3月10日 - 中区露橋町の一部により、同区横堀町として成立する[1]。
- 1932年（昭和7年）8月1日 - 中区西日置町・露橋町の各一部をそれぞれ編入する[1]。
- 1933年（昭和8年）4月10日 - 米野町の一部を編入する[1]。
- 1937年（昭和12年）10月1日 - 中村区編入に伴い、同区横堀町となる[1]。
- 1944年（昭和19年）2月11日 - 中川区編入に伴い、同区横堀町となる[1]。
- 1981年（昭和56年）9月6日 - 一部が露橋一丁目に編入される[1]。

## 世帯数と人口
2019年（平成31年）2月1日現在の世帯数と人口は以下の通りである。
| 町丁   | 世帯数  | 人口  |
| ------ | ------- | ----- |
| 横堀町 | 226世帯 | 468人 |

### 人口の変遷
国勢調査による人口の推移
| 1995年（平成7年）  | 438人 | [ WEB 5 ] |  |
| 2000年（平成12年） | 369人 | [ WEB 6 ] |  |
| 2005年（平成17年） | 426人 | [ WEB 7 ] |  |
| 2010年（平成22年） | 445人 | [ WEB 8 ] |  |
| 2015年（平成27年） | 413人 | [ WEB 9 ] |  |

## 学区
市立小・中学校に通う場合、学校等は以下の通りとなる。また、公立高等学校に通う場合の学区は以下の通りとなる。
| 番・番地等 | 小学校               | 中学校               | 高等学校 |
| ---------- | -------------------- | -------------------- | -------- |
| 全域       | 名古屋市立露橋小学校 | 名古屋市立山王中学校 | 尾張学区 |

## 施設
- 名古屋電機工業 中部支社

## その他

### 日本郵便
- 郵便番号 : 454-0021[WEB 2]（集配局：中川郵便局[WEB 12]）。

### WEB
1. 1 2  “町・丁目(大字)別、年齢(10歳階級)別公簿人口(全市・区別)”.   名古屋市 (2019年2月20日). 2019年2月20日閲覧。
2. 1 2  “郵便番号”.  日本郵便. 2019年2月10日閲覧。
3. ↑  “市外局番の一覧”.   総務省. 2019年1月6日閲覧。
4. ↑  “中川区の町名一覧”.   名古屋市 (2015年10月21日). 2019年2月13日閲覧。
5. ↑  総務省統計局 (2014年3月28日). “平成7年国勢調査の調査結果(e-Stat) - 男女別人口及び世帯数 －町丁・字等” (CSV). 2019年4月27日閲覧。
6. ↑  総務省統計局 (2014年5月30日). “平成12年国勢調査の調査結果(e-Stat) - 男女別人口及び世帯数 －町丁・字等” (CSV). 2019年4月27日閲覧。
7. ↑  総務省統計局 (2014年6月27日). “平成17年国勢調査の調査結果(e-Stat) - 男女別人口及び世帯数 －町丁・字等” (CSV). 2019年4月27日閲覧。
8. ↑  総務省統計局 (2012年1月20日). “平成22年国勢調査の調査結果(e-Stat) - 男女別人口及び世帯数 －町丁・字等” (CSV). 2019年4月27日閲覧。
9. ↑  総務省統計局 (2017年1月27日). “平成27年国勢調査の調査結果(e-Stat) - 男女別人口及び世帯数 －町丁・字等” (CSV). 2019年4月27日閲覧。
10. ↑  “市立小・中学校の通学区域一覧”.   名古屋市 (2018年11月10日). 2019年1月14日閲覧。
11. ↑  “平成29年度以降の愛知県公立高等学校（全日制課程）入学者選抜における通学区域並びに群及びグループ分け案について”.   愛知県教育委員会 (2015年2月16日). 2019年1月14日閲覧。
12. ↑  郵便番号簿 平成29年度版 - 日本郵便. 2019年02月10日閲覧 (PDF)

### 書籍
1. 1 2 3 4 5 6  名古屋市計画局 1992, p. 828.